# Orthetrum boumiera
Orthetrum boumiera – gatunek ważki z rodziny ważkowatych (Libellulidae).